# بوب ألين
بوب ألين (بالإنجليزية: Bob Allen)‏ (11 أكتوبر 1916 في المملكة المتحدة - 7 فبراير 1992 في المملكة المتحدة) هو لاعب كرة قدم بريطاني (وحمل سابقاً جنسية المملكة المتحدة لبريطانيا العظمى وأيرلندا) في مركز جناح ‏. لعب مع بورت فايل وتوتنهام هوتسبير وكولتشستر يونايتد ونادي برينتفورد ونادي دونكاستر روفرز ونادي فولهام ونادي ليتون أورينت ونادي نورثامبتون تاون ونادي دارتفورد وBedford Town F.C. ‏ وLeytonstone F.C. ‏.